# Released (Patti LaBelle)
| Recensione | Giudizio |
| ---------- | -------- |
| AllMusic   | [ 1 ]    |

Released è il quarto album in studio pubblicato dalla cantante Patti LaBelle. L'album comprende la hit "I Don't Go Shopping", scritta da David Lasley e dal musicista Peter Allen, e la title track, "Release (The Tension)", che è stata scritta dalla leggenda funk Allen Toussaint, che ha prodotto l'intero album. La title track ha avuto un certo successo internazionale dopo il suo rilascio, mentre "I Don't Go Shopping" è stata la sua prima top 40 nella classifica dei singoli R&B, dal 1977. Insieme al suo collaboratore, James "Budd" Ellison, la cantante ha scritto i testi delle ultime cinque canzoni dell'album.

## Lista delle canzoni
Tutte le canzoni sono state scritte da Allen Toussaint, salvo dove indicato
1. "Give It Up (The Dawning of Rejection)" (5:40)
2. "Don't Make Your Angel Cry" (3:20)
3. "Release" (3:01)
4. "I Don't Go Shopping" (Peter Allen, David Lasley) (3:54)
5. "Ain't That Enough" (Patti LaBelle, James Ellison, Victor Orsborn) (3:45)
6. "Love Has Finally Come" (Patti LaBelle, James Ellison, Victor Orsborn) (5:36)
7. "Come and Dance With Me" (Patti LaBelle, James Ellison, Edward Batts) (4:28)
8. "Get Ready (Lookin' for Loving)" (Patti LaBelle, James Ellison, Edward Batts) (4:54)
9. "Find the Love" (Patti LaBelle, James Ellison, Theodore McClean) (5:42)

Remaster del 2014 
10. "Release (The Tension)" [12" Disco Remix]